# Paranotoreas zopyra
Paranotoreas zopyra là một loài bướm đêm trong họ Geometridae.